# Sven Bakker
Sven Bakker (27 maart 1978) is een Nederlandse schaker.
- Het eerste Casema Kroeglopertoernooi, gehouden op 30 mei 2004 in Delft, werd gewonnen door Edwin van Haastert en Sven Bakker.[1]
- Op 15 mei 2005 werd in Delft het tweede Cirrus Kroegenloper (Kroeg & Loper) toernooi gespeeld dat met 14 punten uit 7 ronden werd gewonnen door het span Jan Werle en Thomas Willemze. Het duo Edwin van Haastert en Sven Bakker eindigde met 13.5 punt op de tweede plaats terwijl het koppel Joost Michielsen en Wouter van Rijn op de derde plaats eindigde.[2]
- In 2008 won het duo Edwin van Haastert en Sven Bakker het vijfde Delfts Kroeglopertoernooi.[3] In 2009 eindigden zij als zevende.[4]